# جورج عيد
جورج عيد (25 يونيو 1985- ) هو صحفي ومراسل لبناني. 

## حياته
ولد في 25 يونيو 19585، متزوج من رنا ريشا 

## مسيرته
يعمل مراسل لقناة ام تي في لبنان هو من بين الصحفيين الشباب الذين ظهروا بعد ثورة الأرز في لبنان وأثار الكثير من المواضيع السياسية والإنسانية والقضايا الحساسة من خلال تقاريره. كما شغل منصب وزير الشباب والسياحة والصناعة (الموقت) في حكومة الظل بين عاميي 2007-2008